# Monastero di Santa Caterina (Egitto)
Il monastero di Santa Caterina (in greco antico: Μονὴ τῆς Ἁγίας Αἰκατερίνης?; e in arabo دير القدّيسة كاترينا‎?) è un monastero del VI secolo situato in Egitto, nella regione del Sinai, al centro di una valle desertica. Dedicato a santa Caterina d'Alessandria, è il più antico monastero cristiano ancora esistente e sorge alle pendici del monte Horeb dove, secondo la tradizione, Mosè avrebbe parlato con Dio nell'episodio biblico del roveto ardente (3,2-6) e dove egli ricevette i comandamenti.
Nel 2002 è stato dichiarato patrimonio dell'umanità dall'UNESCO per la sua architettura bizantina, la sua preziosa collezione di icone e per la grande raccolta di antichissimi manoscritti che costituiscono la più vasta e meglio conservata biblioteca di testi antichi bizantini dopo quella della Città del Vaticano. Inoltre, il monastero è considerato un luogo sacro dalle tre maggiori religioni monoteiste: il cristianesimo, l'ebraismo e l'islam.

## Storia
L'origine del monastero ha radici antichissime. La sua fondazione si fa risalire a sant'Elena, madre dell'imperatore Costantino che nel 328 fece costruire una sorta di primitiva cappella votiva nel presunto luogo dove secondo la tradizione cristiana Mosè parlò con Dio, nell'episodio biblico del roveto ardente (3,2-6). La più antica notizia documentata di questo luogo di culto è riscontrabile nell'Itinerarium Egeriæ di Egeria, una monaca originaria della Gallia che visitò i luoghi biblici attraverso un lungo pellegrinaggio compiuto tra il 381 e il 384. Fra il 527 e il 565 l'imperatore Giustiniano fece realizzare accanto alla cappella un primo nucleo che prese il nome di «monastero della Trasfigurazione». In seguito, egli fece fortificare il monastero dotandolo di una cinta muraria per difenderlo dalle incursioni dei predoni e finanziò la produzione delle prime icone.

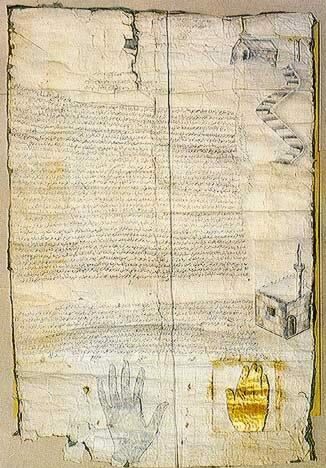
Il manoscritto attribuito a Maometto

Nel corso del VII secolo il monastero divenne un luogo di culto anche per l'islam poiché, secondo il documento che la tradizione sostiene che fosse stato redatto da Maometto, il Profeta accordava protezione al monastero perché all'interno delle sue mura fu accolto e protetto dai nemici. La conservazione di questo manoscritto all'interno del monastero fu determinante per la sopravvivenza alla dominazione araba, anche se i monaci ne furono allontanati.
Durante il VII secolo i monaci furono dispersi, tuttavia il monastero sopravvisse perché ben protetto dalle possenti mura in cui l'unico accesso era un piccolo varco posto a diversi metri di altezza e raggiungibile soltanto tramite una carrucola. Intorno al IX secolo il monastero tornò a essere accessibile alla comunità di monaci che, in seguito al ritrovamento dei resti della protomartire cristiana Caterina d'Alessandria, lo rinominarono intitolandolo a lei e le sue reliquie custodite all'interno divennero presto oggetto di venerazione per i numerosi pellegrini.
Nel 1107, sotto il dominio sciita del Califfato fatimide, il monastero subì l'influenza dell'islam e, in virtù della reliquia di Maometto, fu costruita la moschea dei Fatimidi. Essa però non venne mai ufficialmente aperta al culto poiché, per un errore di orientamento, non fu orientata verso la Mecca. Con l'avvento della seconda crociata, il monastero tornò a essere ricorrente meta di pellegrinaggio sulla via per la Terra santa e divenne riferimento di altre affiliazioni monastiche dell'Asia Minore dislocate tra Costantinopoli, Egitto, Palestina, Siria e anche presso le isole di Creta e Cipro. Il monastero è sotto la giurisdizione del patriarcato ortodosso di Gerusalemme.
Rispettato anche durante la campagna condotta da Napoleone Bonaparte ed il colonialismo, il monastero è stato meta di studiosi per tutto l'Ottocento. 
Nel 1844 Konstantin von Tischendorf si recò nel monastero per approfondire i suoi studi sui testi antichi e riportò alla luce il Codex Sinaiticus, che, trafugato dagli inglesi, ora è conservato presso la British Library di Londra. Il monastero ha dignità di chiesa autonoma o autocefala e ospita stabilmente circa venti monaci sottoposti all'autorità di un abate, che è anche vescovo del Sinai. Da anni è meta di visite guidate, tuttavia nel 2013 l'accesso al pubblico è stato sospeso a causa della precaria situazione politica dell'Egitto e il correlato timore di attacchi di estremisti islamici. Oggi l'accesso ai pellegrini è consentito dalle 09:00 alle 11:00.

## Caratteristiche

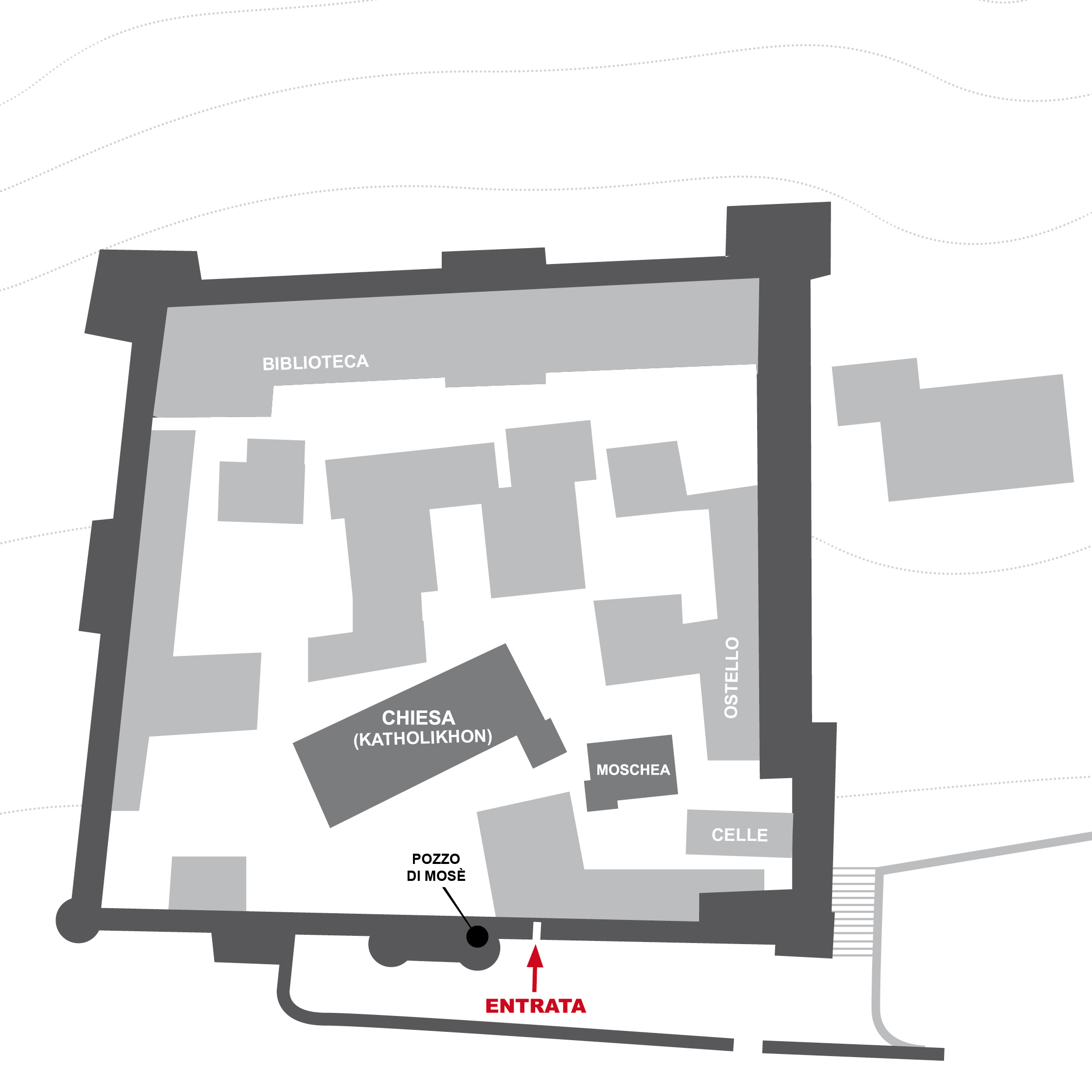
Planimetria esemplificativa del monastero

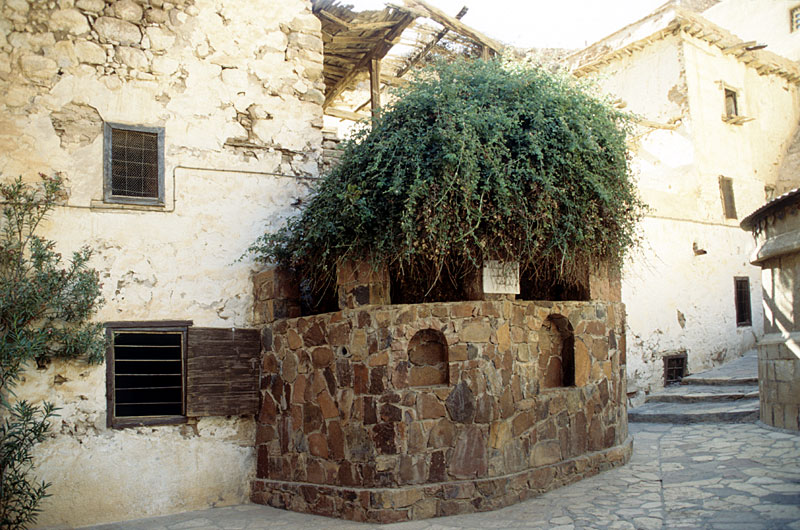
Un'immagine dell'arbusto che la tradizione fa risalire al biblico roveto ardente

Il monastero rappresenta una delle più antiche testimonianze paleocristiane e si trova a circa 1 500 metri di altitudine in una zona di grande interesse ambientale e archeologico, a poca distanza dal monte Sinai e dal sito preistorico di Abu Madi. La struttura si sviluppa su un'area di circa settemila metri quadrati ed è caratterizzata da una spessa cinta muraria in pietra locale alta una ventina di metri che percorre i quattro lati di circa ottanta metri ciascuno con bastioni, torri di fortificazione e camminamenti lungo tutto il perimetro. L'unico ingresso è sul lato orientale ed è posto al piano stradale in corrispondenza del precedente accesso posto alcuni metri più in alto a cui in passato si accedeva soltanto tramite una carrucola.
All'interno delle mura sorgono diversi edifici a uso del monastero tra cui un ostello ma il luogo di principale interesse è il Katholikon, ovvero la basilica bizantina eretta per volere di Giustiniano, che ha un orientamento obliquo e una semplice facciata «a capanna». L'interno, decorato da mosaici su fondo oro secondo lo stile bizantino, ospita la cappella contenente il reliquiario di santa Caterina d'Alessandria e la primitiva edicola votiva che sorse sul luogo del roveto ardente, il cui arbusto è stato successivamente trapiantato all'esterno. Nell'abside centrale della chiesa vi è il mosaico della «Trasfigurazione di Cristo», del VI secolo, coevo ai mosaici bizantini di Ravenna, che è stato restaurato tra il 2005 e il 2010 da restauratori italiani. La chiesa è affiancata da un campanile costruito nel 1871, con tre ordini di bifore che ospita delle campane donate dall'ultimo zar Nicola II.
Accanto alla basilica sorge la bianca moschea dei Fatimidi, sovrastata da un piccolo minareto e costruita nel 1107 su una precedente cappella dedicata a san Basilio. Addossata alla parete occidentale, opposta a quella dove è l'ingresso, vi è la grande struttura della biblioteca, caratterizzata da una facciata a tre ordini di archi che ospita una preziosa collezione di oltre quattromila codici e manoscritti di grande valore. All'esterno delle mura trovano posto un giardino ombreggiato da alcune piante, il piccolo cimitero dei monaci e l'ossario.

## Il patrimonio culturale
Il monastero custodisce la seconda più grande raccolta di codici e manoscritti del mondo, superata soltanto dalla Biblioteca Apostolica Vaticana. Essa è costituita da circa 4 500 volumi in svariate lingue antiche tra cui: greco, copto, arabo, armeno, ebraico, georgiano e siriaco. 
I testi più rilevanti di questo immenso patrimonio culturale sono stati filmati o digitalizzati per consentirne la consultazione su espressa richiesta. Tra questi figura la più antica Bibbia conservata risalente al IV secolo e sono inoltre presenti opere d'arte uniche come mosaici, paramenti religiosi, calici, reliquiari e circa 2 000 icone bizantine risalenti al V e VI secolo realizzate con la tecnica dell'encausto tra cui:
- icona di Cristo Pantocratore con un codice in mano del V secolo; con la folta barba leggermente decentrata, i capelli fluenti, un piccolo ciuffo sulla scriminatura e i baffi «alla mongola» diviene una rappresentazione canonica per tutta l'epoca bizantina. Si nota anche un leggero disasse tra volto e busto (carattere dei maestri greci) ed ancora la diversificazione degli occhi.
- icona con San Pietro principe degli apostoli: in un fondale architettonico con un'esedra, compaiono oltre al santo tre figure superiori (un santo giovanile, Cristo e la Vergine); si nota il naturalismo di barbe e capigliature e la diversificazione degli occhi.
- icona con testa di Pantocratore divenuta anch'essa canonica.
- icona con Vergine, san Teodoro e san Giorgio: trittico iscritto su un'esedra, con le figure rappresentate frontalmente nella posizione iconografica propria degli imperatori; il volto della Vergine ha lo sguardo in leggera diagonale, carattere tipico delle rappresentazioni agiografiche greco-bizantine. Due angeli compaiono sullo sfondo, con colori diafani a rappresentarne l'incorporeità.
- icona con san Sergio e san Bacco: entrambi indossano un collare circolare incastonato di pietre preziose; un piccolo volto di Cristo al centro unisce le due figure.

## Fondazione Santa Caterina
La Fondazione Santa Caterina è un'organizzazione senza scopo di lucro che ha come obiettivo la conservazione dell'importantissimo sito UNESCO sia per quanto concerne le strutture architettoniche ivi conservate sia per quanto concerne i dipinti e i libri. Ha inoltre l'importante obiettivo di promuovere la conoscenza del monastero con pubblicazioni inerenti l'argomento.

## Galleria d'immagini

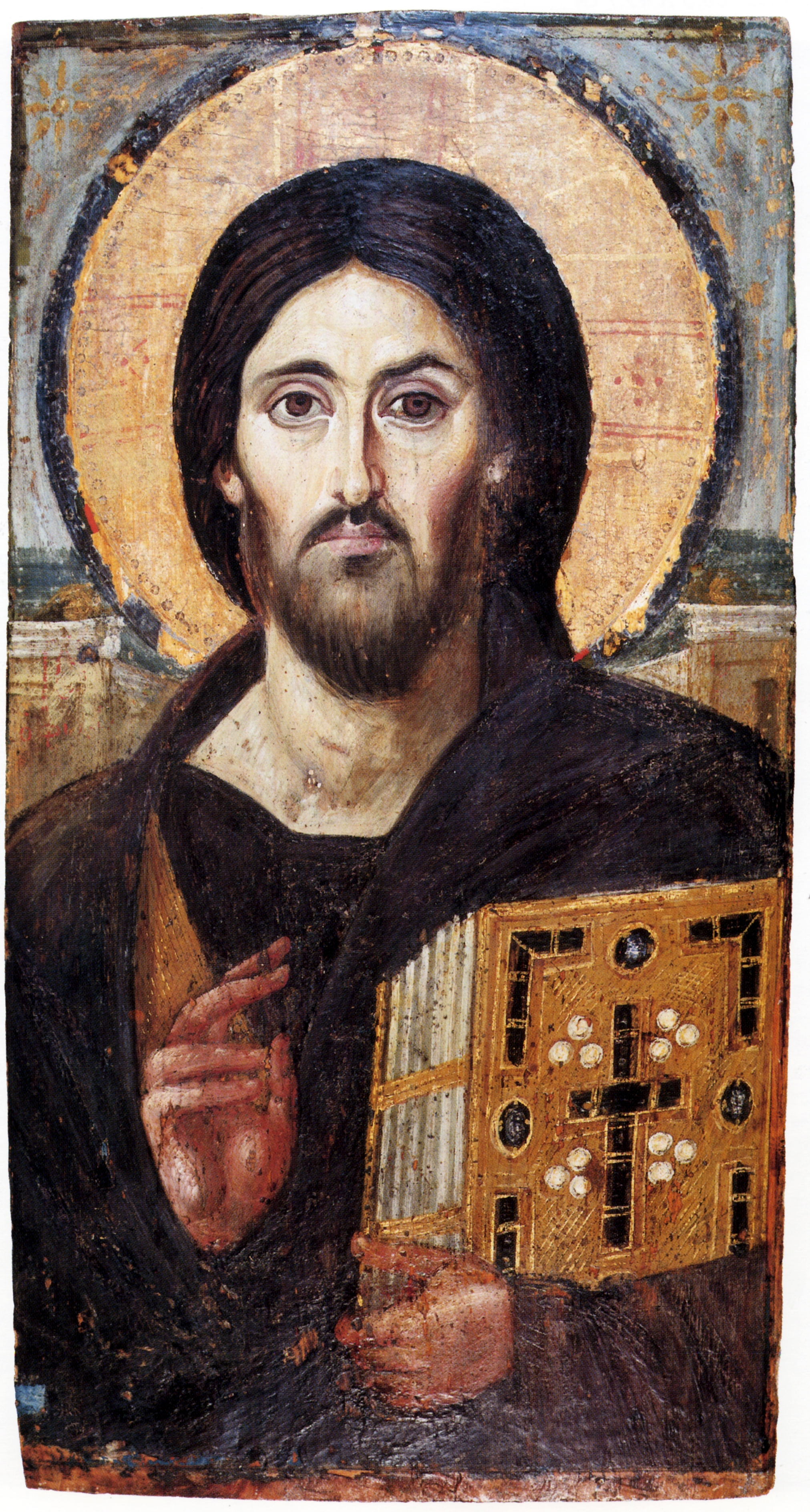
La più antica icona raffigurante Cristo Pantocratore (V secolo)
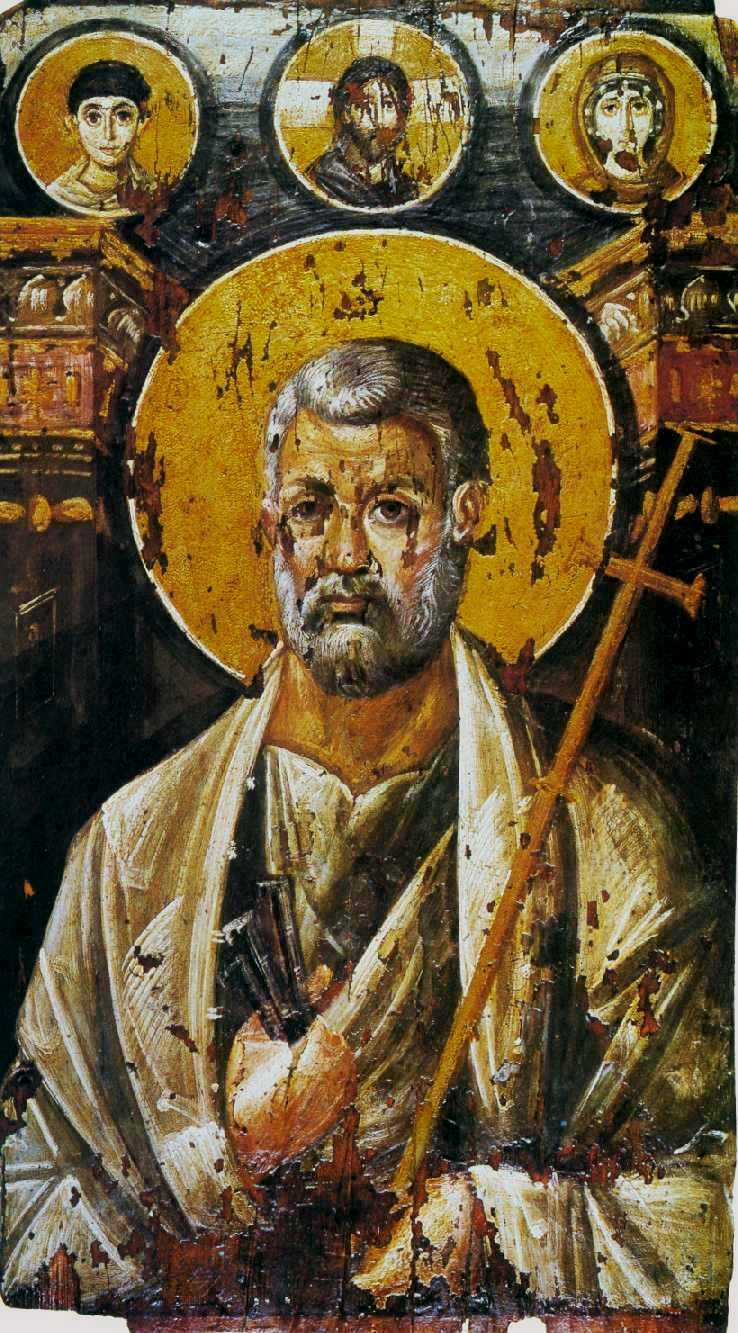
San Pietro (VI secolo)
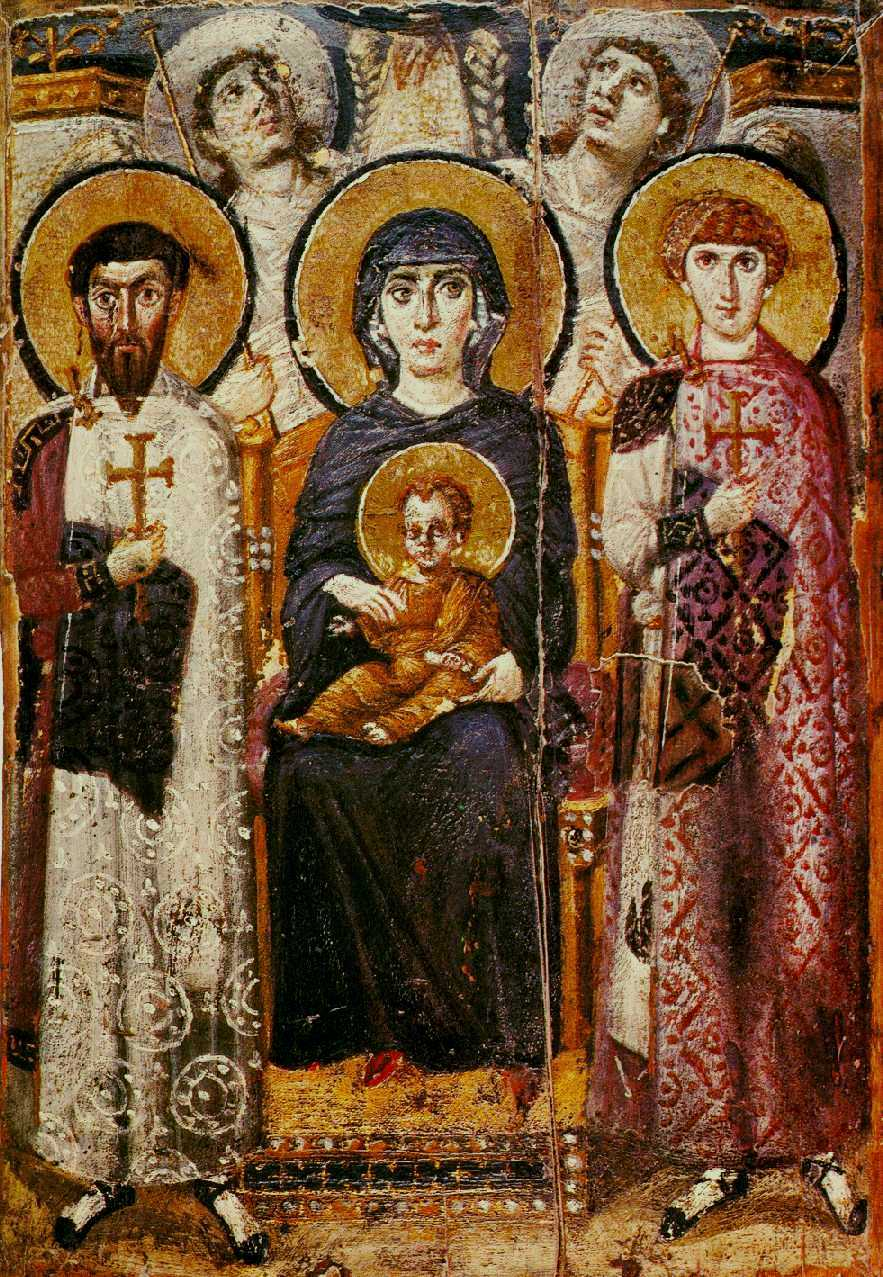
Icona della Vergine Maria con angeli e santi (VI secolo)
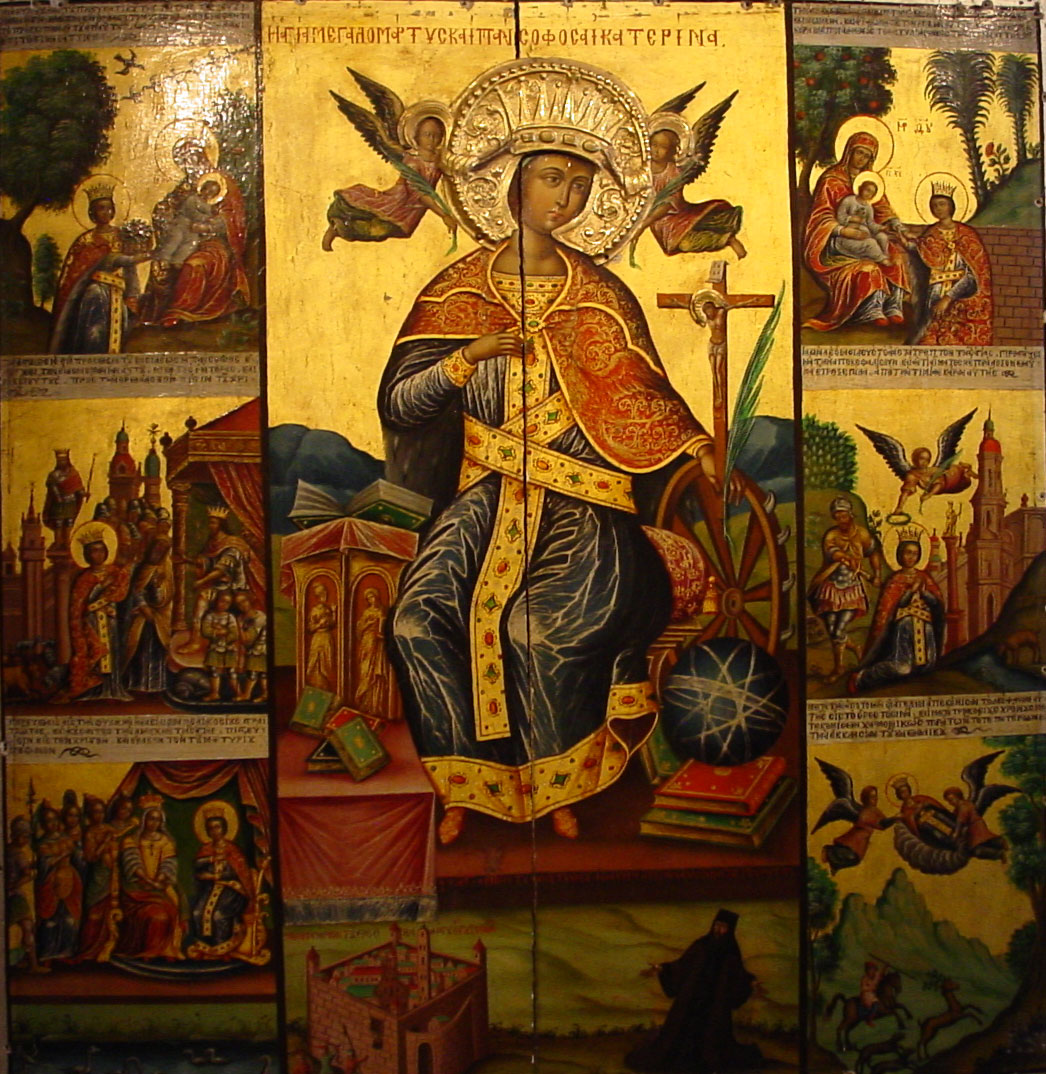
Icona di santa Caterina d'Alessandria
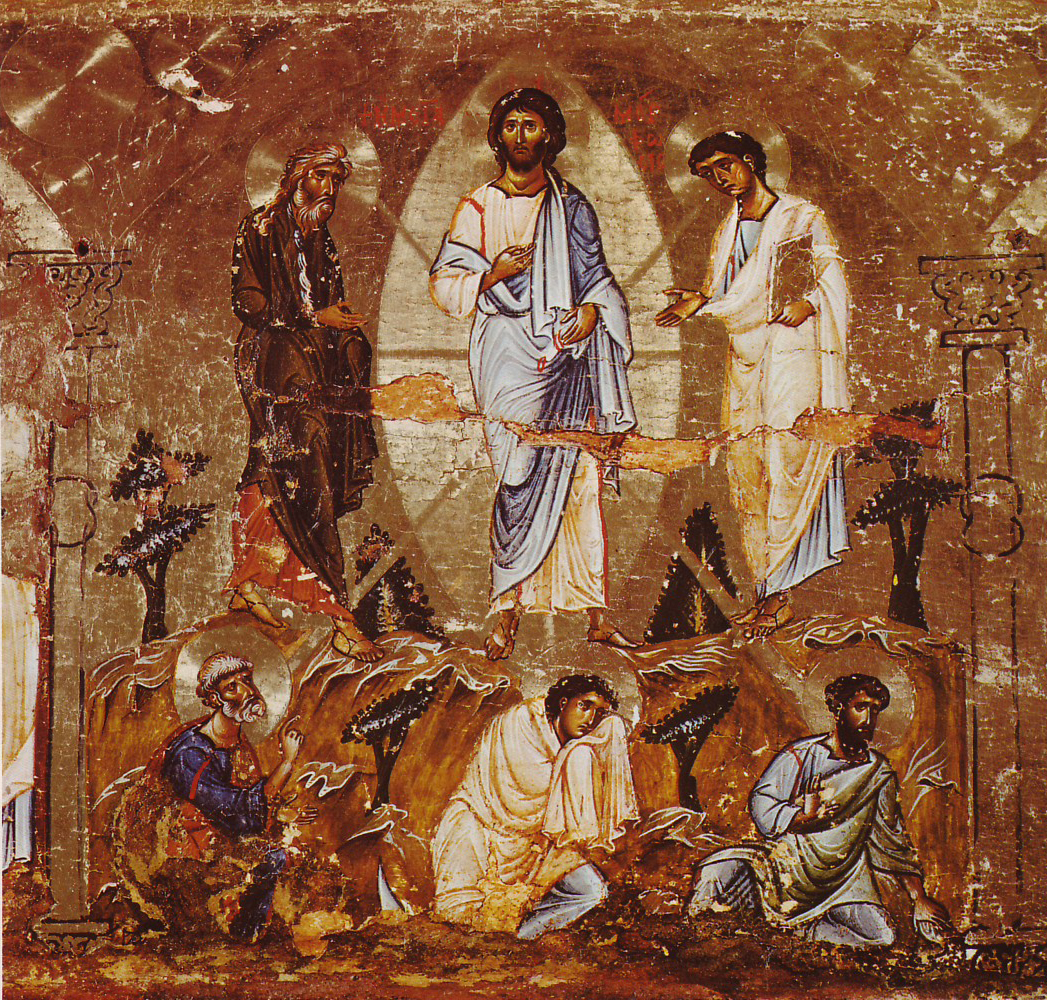
Trasfigurazione (XII secolo)
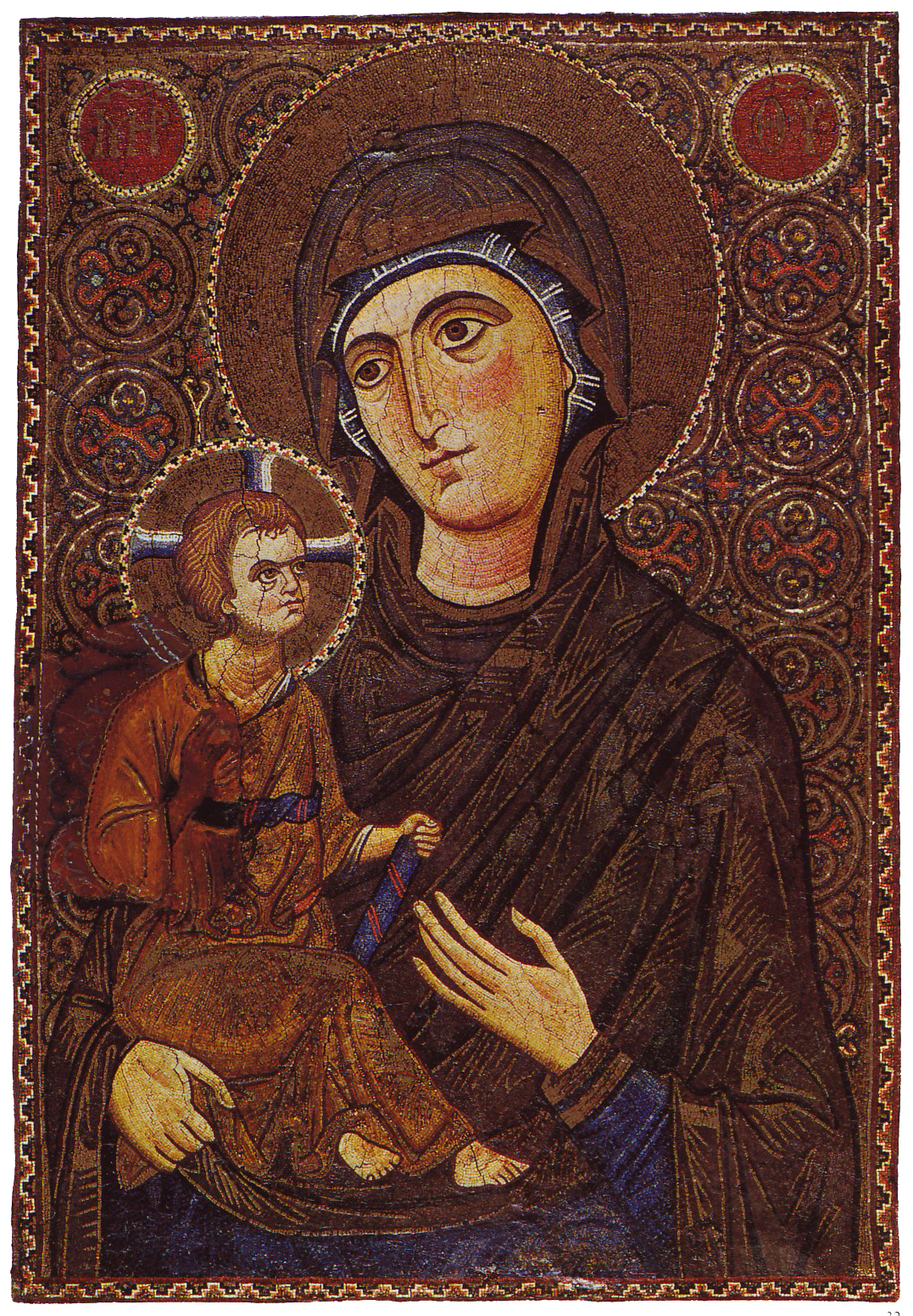
Madonna col Bambino (XIII secolo)
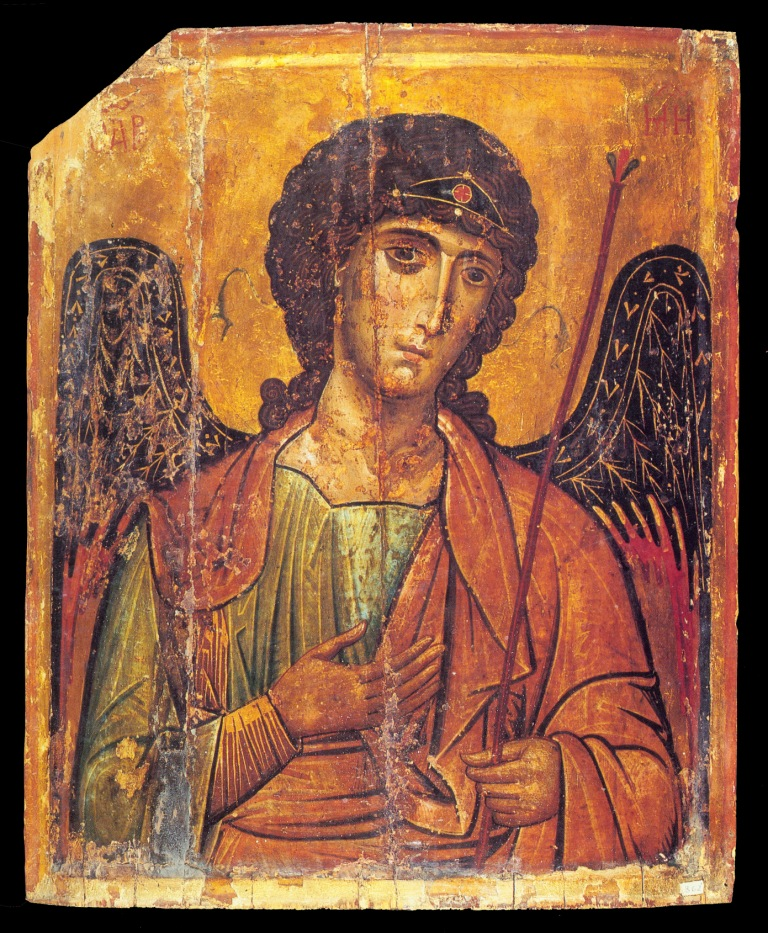
Icona di San Michele Arcangelo (XIII secolo)
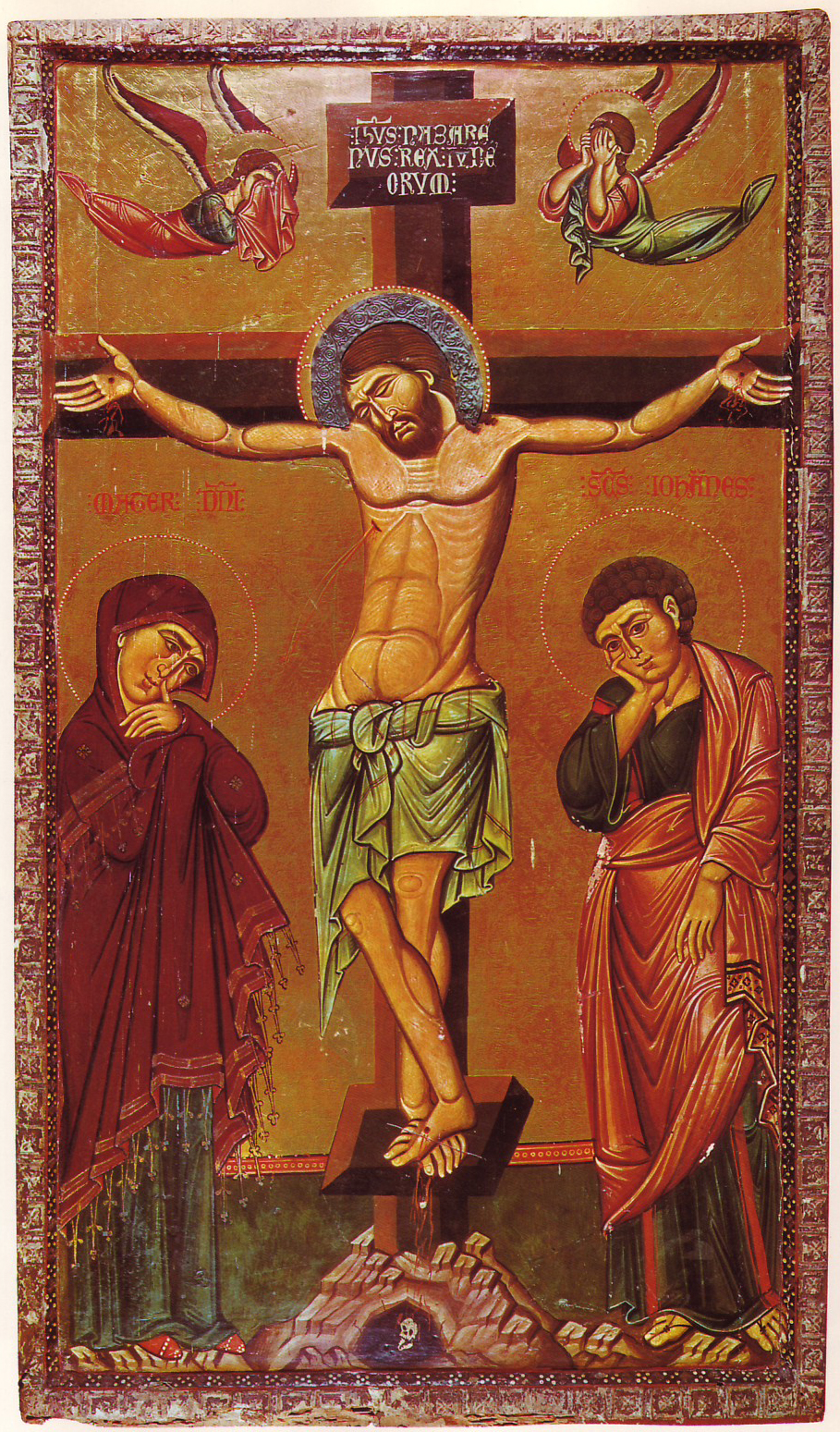
Crocifissione (XIII secolo)
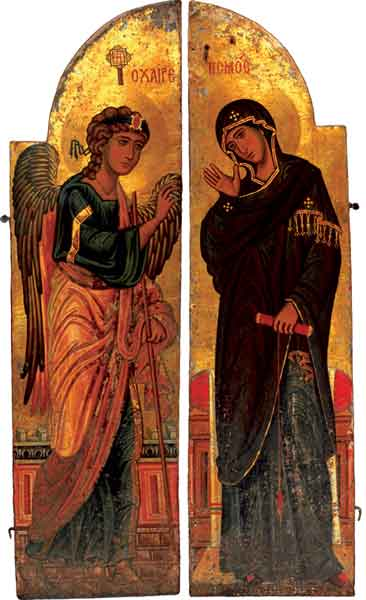
La porta santa
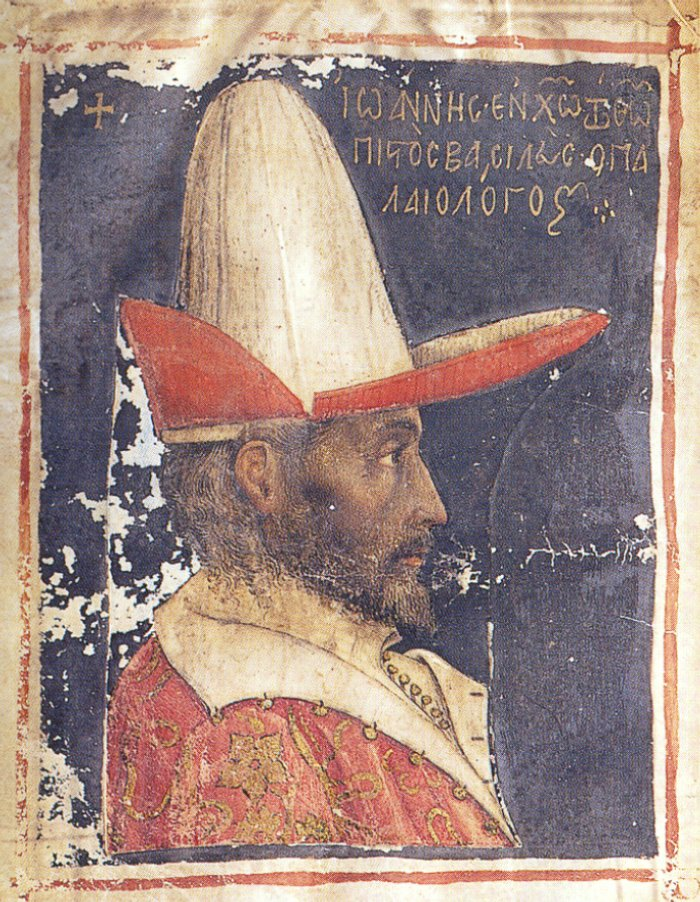
L'imperatore Giovanni VIII Paleologo
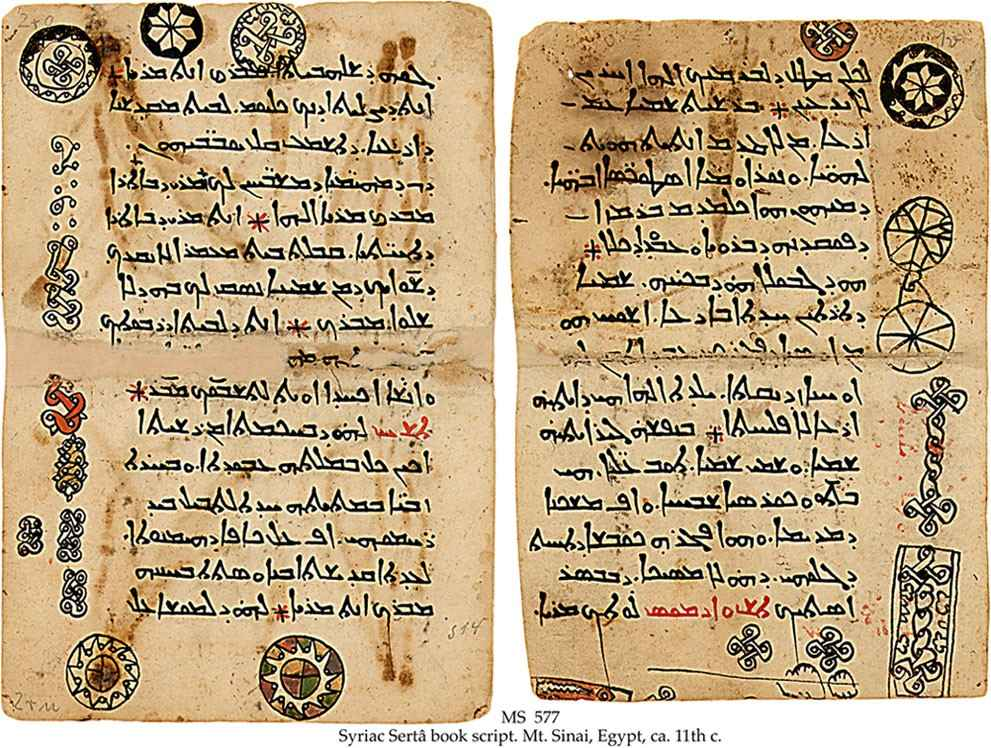
Manoscritto siriaco (XI secolo)

### Approfondimenti
1. ↑  Noto anche come Peregrinatio Ætheriæ, ovvero il "Pellegrinaggio di Eteria" o anche Peregrinatio ad Loca Sancta il "Pellegrinaggio in Terra Santa".
2. ↑  Secondo la tradizione il corpo martirizzato di Caterina d'Alessandria venne trasportato sul Sinai dagli angeli, dopo il suo martirio avvenuto per decapitazione mediante il trascinamento del corpo legato per il collo alla ruota di un carro. Intorno all'anno 800 i monaci trovarono i suoi presunti resti e li deposero all'interno della chiesa del monastero.

### Fonti
1. ↑  (EN) Bernard M. Feilden, Conservation of historic buildings, Oxford, Architectural Press, 2003,  p. 51.
2. ↑  (EN) Mursi El Saad Din, Sinai: the site & the history, New York University Press, 1998,  p. 80.
3. ↑   Es 3,2-6, su La Parola - La Sacra Bibbia in italiano in Internet.
4. ↑  Libro dell'Esodo, cap. III.
5. ↑   Il Monastero Di Santa Caterina, su ortodoxia.it. URL consultato il 14 luglio 2022.
6. ↑  (EN) Kurt Weitzmann e John Galey, Sinai and the Monastery of St. Catherine.
7. ↑   Es 3,2-6, su La Parola - La Sacra Bibbia in italiano in Internet.
8. ↑  (FR) La Sainte Cima sur le mont Sinaï, in L'Express, 4 luglio 2002. URL consultato il 14 luglio 2022.
9. ↑   Loretta Del Francia Barocas e Mario Cappozzo, L'Africa Tardoantica e Medievale Arte Copta, in Il mondo dell'archeologia, Roma, Istituto dell'Enciclopedia Italiana, 2005. URL consultato il 14 luglio 2022.
10. ↑  (FR) Helen C. Evans, Trésors du Monastère de Sainte-Catherine, Mont Sinai, Égypte.
11. ↑  (EN) Kurt Weitzmann e John Galey, Sinai and the Monastery of St. Catherine, New York, Doubleday, 1980,  pp. 11-14.
12. ↑   Torna al Patriarcato di Gerusalemme. URL consultato il 14 luglio 2022.
13. ↑   Orthodox Research Institute, su orthodoxresearchinstitute.org. URL consultato il 14 gennaio 2014 (archiviato dall'url originale il 27 febbraio 2014).
14. ↑   Egitto. Chiude monastero Santa Caterina, in Tempi.it. URL consultato il 14 luglio 2022.
15. ↑   Aa.Vv., L'Egitto, Guide Mondadori, Milano, Mondadori, 2008,  pp. 222-223.
16. ↑   Copia archiviata, su ortodoxia.it. URL consultato il 12 gennaio 2014 (archiviato dall'url originale il 19 gennaio 2014). nel gennaio 2014.
17. ↑  (EN) In the Sinai, a global team is revolutionizing the preservation of ancient manuscripts, in Washington Post Magazine. URL consultato il gennaio 2014.
18. ↑  (EN) Oldest known Bible to go online, BBC News, mercoledì 3 agosto 2005. URL consultato il 14 luglio 2022.